# Big Bend (achtbaan)
Big Bend was een stalen achtbaan in Six Flags Over Texas in Arlington, Texas en in Six Flags St. Louis, gehuisvest in Eureka, Missouri.
Big Bend opende voor het eerst in Six Flags Over Texas in 1971. Nadat de achtbaan hier een aantal jaren had gestaan vond Six Flags dat de achtbaan niet meer genoeg bezoekers trok. Daarom besloot Six Flags de achtbaan in 1978 te verhuizen naar Six Flags St. Louis. Ook hier werd het geen succes en de achtbaan werd in de jaren 80 verkocht als schroot.
Huidig:
Aquaman: Power Wave ·
Batman The Ride ·
Joker ·
Judge Roy Scream ·
Mini Mine Train ·
Mr. Freeze ·
New Texas Giant ·
Pandemonium ·
Runaway Mine Train ·
Runaway Mountain ·
Shock Wave ·
Titan  ·
Wile E. Coyote's Grand Canyon Blaster
Verdwenen:
Big Bend · 
Cucaracha ·
Flashback! ·
La Vibora
Huidig: American Thunder · Batman: The Ride · Boomerang · Mr. Freeze · Ninja · River King Mine Train · Pandemonium · Rookie Racer · Screamin' Eagle · The Boss
Verdwenen:
Rockin' Roller · Big Bend · Jet Scream